# 長春理工大学
長春理工大学（ちょうしゅんりこうだいがく）は、中華人民共和国の大学。元長春光学精密機械学院。2002年4月から現在名になる。

## 概要
光電技術を特色として、光学、機械、電気、計算機、材料を結合して優勢となし、多くの学科が協調して発展する吉林省の重点大学であるが、中国国防科学技術工業委員会に直属する光電分野の研究型大学でもある。中国科学院傘下の長春光学精密機器・物理研究所と神舟系有人宇宙船など研究に参加している。

## 沿革
中国科学院直属の光学機器・精密機器を研究する長春光学精密機械学院として1958年に設立。著名な科学者の王大珩氏を初代院長とし、現在も名誉学長である。大学は前後して中国科学院、中国国防科学技術工業委員会、第五機械部、機械委員会、機電部、中国兵器工業総公司などに属し、1999年に中央政府と地方政府の共同建設をして、地方政府の管理を主にした管理体制で、中国国防科学技術工業委員会、吉林省、長春市の共同で建設している。2002年、長春理工大学と改名。

## 学部・学院
- 理学院
- 光電工程学院
- 電機工程学院
- 電子情報工程学院
- コンピュータ科学技術学院
- 化学材料学院
- 生命科学院
- 経営管理学院
- 文学院
- 外国語学院